# Bioplastika
Bioplastika je definirana na več načinov. Določene inštitucije bioplastiko definirajo kot plastiko, ki je bioosnovana, kar pomeni, da je iz naravnih polimerov oz. biopolimerov. Po definiciji med bioplastiko uvrščamo tudi plastiko, ki ni biorazgradljiva, je pa narejena iz obnovljivih virov. Kar pomeni, da plastiko, ki je narejena iz fosilnih virov in ni biorazgradljiva, ne uvršamo pod pojem bioplastike.
Prvi bioplastični materiali so bili sintetizirani pred več kot sto leti iz celuloze, ki se nahaja v rastlinskem gradivu, kot sta bombaž in les. Najpogosteje ga uporabljajo v gradbeništvu, saj gre za poceni, lahek, močan, vzdržljiv in nerjaveč material, ki ima visoko električno in toplotno izolativnost. Velik delež bioplastike je proizveden v petrokemični industriji iz fosilnih (neobnovljivih) virov, kar pa zaradi velikih potreb predstavlja breme za okolje. Poleg tega ljudje po končani uporabi plastiko pogosto zavržejo v okolje.

## Polimeri
Plastika je material, pripravljen za uporabo. Poglavitna sestavina plastike so polimeri, ki imajo dodana polnila anorganskega ali organskega izvora in dodatke: npr. pigmente, mazila, zaviralce oksidacije itd. Polimer je makromolekula, sestavljena iz ponavljajočih se strukturnih enot ali monomerov, povezanih s kovalentno vezjo. Primera polimerov sta celuloza, ki je bistvena sestavina lesa, in škrob, ki je energijska rezerva rastlin.
Polimere delimo na dve skupine:
- Naravni polimeri: beljakovine, škrob, celuloza, hitin, lignin, agar, pektin in lateks
- Umetni polimeri: plastične mase, ki jih pridobivamo s polimerizacijo organskih ogljikovih spojin

## Vrste bioplastike
Glede na vir bioplastiko delimo na:
- bioplastiko iz obnovljivih virov
- bioplastiko iz fosilnih virov (pri tej lahko dosežemo vsaj delno biorazgradnjo)
- bioplastiko iz mešanice obnovljivih in fosilnih virov

Po sposobnosti razgradnje pa bioplastiko delimo na:
- biorazgradljivo (kompozitna plastika)
- plastiko, ki ni biorazgradljiva

Najpogostejši primeri bioplastike so: Bio-PE (biopolietilen), Bio-PP (biopolipropilen), bioosnovan PET (polietilen tereftalat), PLA (polimlečna kislina ali poliakrid), PBS (polibutilen sukcianat), PHA (polihidroksialkanoat), TPS (termoplastični škrob), celulozni estri, regenerirana celuloza itd. 

## Fizikalne lastnosti in uporaba
Bioplastika je tehnično gledano enakovredna navadni plastiki, s tem da zmanjša ogljični odtis izdelka, prav tako jo je mogoče mehansko preoblikovati in reciklirati.
Tovrstna plastika ima torej veliko skupnega z navadno, tako po videzu, kot tudi po lastnostih. Razlika je le v tem, da se za proizvodnjo bioplastike lahko uporabljajo obnovljivi viri, mnoge pa so tudi biorazgradljive in jih je možno kompostirati. Za bioplastiko je značilno, da prepušča vlago bolje kot navadna plastika, je fleksibilna, trajnostna, prosojna, odporna na toploto, ima sijaj itd. Trenutno se bioplastika, v splošnem, uporablja predvsem za predmete za enkratno uporabo, kot so: embalaža, posode, slamice, vrečke, steklenice, preproge za enkratno uporabo, ohišja telefonov, 3D tiskanje, izolacija avtomobilov in medicinskih vsadkov.
Plastičnim materialom lahko dodajamo tudi določena polnila, ki posledično vplivajo na fizikalne lastnost. Polnila imajo lahko tako negativne kot pozitivne vplive na lastnosti izdelkov. 

## Biorazgradljivost
Biorazgradljivost je specifična lastnost nekaterih plastičnih materialov oz. polimerov, ki so lahko narejeni na osnovi obnovljivih ali neobnovljivih virov. Biorazgradnja poteka pod vplivom biotskih dejavnikov oz. mikroorganizmov, ki lahko zaradi encimov razgradijo polimere. Proces poteka v fazi fragmentacije in mineralizacije. Za razgradnjo take plastike so poleg biotskih dejavnikov potrebni abiotski, kot so: voda, toplota, UV svetloba in primeren pH. Tekom presnovnih procesov se biorazgradljivi polimeri v končni fazi v aerobnih procesih pretvorijo v vodo, ogljikov dioksid in biomaso, pod vplivom anaerobnih pogojev pa v metan, vodik in biomaso.
Proces kompostiranja je še eden izmed možnih načinov biorazgradnje plastike, vendar vse bioplastike ni mogoče kompostirati (certifikacija). V tem procesu bioplastika razpade na manjše snovi, kot posledica delovanja mikroorganizmov, pod specifičnimi pogoji, drugače proces ne steče. Poleg tega je pomembno okolje, ki ne sme biti toksično, imeti pa mora razvito sposobnost vsrkavanja soli, kar omogoča rast rastlin.
Pazljivi moramo biti tudi na nerazgradljivo bioplastiko, kot je biopolietilen iz sladkornega trsa. Sladkorni trs je obnovljivi vir, vendar njegova bioplastika ni razgradljiva. PLA in PBS sta po specifikaciji zelo podobna fosilni plastiki in sta hkrati tudi biorazgradljiva.

## Reciklaža
Biorazgradljive plastike ne odlagamo v naravo, prav tako v naravo ne odlagamo kompostirane plastike, saj je za razgradnjo teh potrebno veliko časa (veliko nižja temperatura kot pri industrijskem kompostiranju) in v naravi predstavljata onesnaženje. Pravilno ravnanje z biorazgradljivo plastiko je aerobna (kompostiranje) ali anaerobna (bioplin) razgradnja.
Iz obnovljivih virov, kot sta npr. koruza in krompir, in neobnovljivih virov lahko sintetiziramo biorazgradljivo plastiko. Koruza in krompir sta vir škroba oz. naravnega polimera. Človek te bioplastične izdelke uporabi in jih zavrže v zabojnik za organske odpadke. Zabojnike odpelje pooblaščena služba in začne kompostiranje. Bioplastika se s pomočjo mikroorganizmov razgradi do ogljikovega dioksida (CO2), vode (H2O) in biomase. Poleg naštetih produktov lahko nastanejo tudi amonijeve soli (NH4+), dušik (N2) in vodik (H2). Nastale produkte razgradnje lahko uporabimo kot gnojilo, s pomočjo katerega bo zrasla nova koruza ali krompir.